# Dell'Orto
Dell'Orto je italijansko podjetje, ki dizajnira in proizvaja vplinjače, sisteme za elektronski vbrizg, oljne črpalke, sisteme za recirkulacijo izpušnega plina in ECU enote. 
Podjetje je bilo ustanovljeno leta 1933 kot "Società anonima Gaetano Dell'Orto e figli" - podjetja Gaetana Dell'Orto in sinov.